# Senegal op de Olympische Zomerspelen 1988
Senegal nam deel aan de Olympische Zomerspelen 1988 in Seoel, Zuid-Korea. Voor het eerst in de geschiedenis werd er een zilveren medaille gewonnen in het atletiek.

## Deelnemers en resultaten

### Atletiek
| Olympiër                                               | Discipline      | Resultaat | Prestatie                                                                             |
| ------------------------------------------------------ | --------------- | --------- | ------------------------------------------------------------------------------------- |
| Amadou M'Baye                                          | 100m (m)        | 30e       | serie 3: 3de in 10,64 kwartfinale 3: 6de in 10,45                                     |
| Charles-Louis Seck                                     | 100m (m)        | 27e       | serie 6: 2de in 10,64 kwartfinale 1: 5de in 10,42                                     |
| Ibrahima Tamba                                         | 200m (m)        | 38e       | serie 4: 3de in 21,68 kwartfinale 3: 8ste in 21,93                                    |
| Ousmane Diarra                                         | 400m (m)        | 28e       | serie 3: 3de in 46,86 kwartfinale 2: 7de in 46,23                                     |
| Cheikh Tidiane Boye                                    | 800m (m)        | 12e       | serie 5: 3de in 1.49,89 kwartfinale 1: 3de in 1.46,62 halve finale 2: 6de in 1.45,93  |
| Moussa Fall                                            | 800m (m)        | 39e       | serie 1: 4de in 1.49,14                                                               |
| Babacar Niang                                          | 800m (m)        | 9e        | serie 2: 1ste in 1.47,65 kwartfinale 3: 3de in 1.45,38 halve finale 1: 5de in 1.45,09 |
| Amadou Dia Bâ                                          | 400m horden (m) | Zilver    | serie 2: 1ste in 49,41 halve finale 2: 3de in 48,48 finale: 2de in 47,23 (NR)         |
| Hamidou M'Baye                                         | 400m horden (m) | 23e       | serie 4: 6de in 50,58                                                                 |
| Joseph Diaz Amadou M'Baye Babacar Pouye Ibrahima Tamba | 4x100m (m)      | DSQ       | serie 2: gediskwalificeerd                                                            |
| Amadou Dia Bâ Ousmane Diarra Moussa Fall Babacar Niang | 4x400m (m)      | 13e       | serie 3: 4de in 3.06,93 halve finale 2: 7de in 3.07,19                                |
|                                                        |                 |           |                                                                                       |
| Aïssatou Tandian                                       | 400m (v)        | 20e       | serie 7: 3de in 52,95 kwartfinale 4: 6de in 52,33                                     |

### Judo
| Olympiër        | Discipline | Resultaat | Prestatie                                                                   |
| --------------- | ---------- | --------- | --------------------------------------------------------------------------- |
| Pierre Sène     | -65kg (m)  | 20e       | 1ste ronde: vrij 2de ronde: V van NZL Cooper: ippon                         |
| Babacar Dione   | -71kg (m)  | 33e       | 1ste ronde: V van HUN Hajtós: ippon                                         |
| Aly Attyé       | -78kg (m)  | 20e       | 1ste ronde: vrij 2de ronde: V van ARG García: ippon                         |
| Akilong Diabone | -86kg (m)  | 19e       | 1ste ronde: W van LIE Frick: ippon 2de ronde: V van VEN Griffith: waza-ari  |
| Lansana Coly    | +95kg (m)  | 9e        | 1ste ronde: V van JPN Saito: ippon herkansingen: V van BUL Zapryanov: ippon |

### Worstelen
| Olympiër       | Discipline  | Resultaat   | Prestatie                                                      |
| Vrije stijl    | Vrije stijl | Vrije stijl | Vrije stijl                                                    |
| -------------- | ----------- | ----------- | -------------------------------------------------------------- |
| Djiby Diouf    | -74kg (m)   | 29e         | groep A: 15de V van PAK Anwar: 0-4 V van GUI Diallo: 0-3       |
| Oumar N'Gom    | -82kg (m)   | 23e         | groep A: 12de V van MGL Sükhbat: 0-4 V van YUG Nikolovski: 1-3 |
| Tapha Guèye    | -90kg (m)   | 23e         | groep A: 12de V van GBR English: 0-4 V van AFG Khairi: 0-4     |
| Grieks-Romeins |             |             |                                                                |
| Oumar N'Gom    | -82kg (m)   | 19e         | groep A: 10de V van FRG Gössner: 0-4                           |
| Tapha Guèye    | -90kg (m)   | 15e         | groep B: 8ste V van URS Popov: 0-4 V van CMR JYoumbi: 1-3      |
| Ambroise Sarr  | -100kg (m)  | 17e         | groep B: 9de V van BUL Georgiev: 0-4 V van FRG Himmel: 0-4     |

### Zwemmen
| Olympiër      | Discipline          | Resultaat | Prestatie                  |
| ------------- | ------------------- | --------- | -------------------------- |
| Mouhamed Diop | 50m vrije slag (m)  | DSQ       | serie 4: gediskwalificeerd |
| Bruno N'Diaye | 50m vrije slag (m)  | 56e       | serie 3: 8ste in 25,63     |
| Mouhamed Diop | 100m vrije slag (m) | 54e       | serie 2: 1ste in 54,93     |
| Bruno N'Diaye | 100m rugslag (m)    | 46e       | serie 2: 8ste in 1.05,06   |
| Mouhamed Diop | 200m wisselslag (m) | 52e       | serie 2: 7de in 2.20,74    |
| Bruno N'Diaye | 200m wisselslag (m) | 54e       | serie 2: 8ste in 2.29,18   |

Afghanistan · Algerije · Amerikaanse Maagdeneilanden · Amerikaans-Samoa · Andorra · Angola · Antigua en Barbuda · Argentinië · Aruba · Australië · Bahama’s · Bahrein · Bangladesh · Barbados · België · Belize · Benin · Bermuda · Bhutan · Birma · Bolivia · Bondsrepubliek Duitsland · Botswana · Brazilië · Britse Maagdeneilanden · Brunei · Bulgarije · Burkina Faso · Canada · Centraal-Afrikaanse Republiek · Chili · China · Chinees Taipei · Colombia · Congo-Brazzaville · Cookeilanden · Costa Rica · Cyprus · Denemarken · Djibouti · Dominicaanse Republiek · Duitse Democratische Republiek · Ecuador · Egypte · El Salvador · Equatoriaal-Guinea · Fiji · Filipijnen · Finland · Frankrijk · Gabon · Gambia · Ghana · Grenada · Griekenland · Groot-Brittannië · Guam · Guatemala · Guinee · Guyana · Haïti · Honduras · Hongarije · Hongkong · Ierland · IJsland · India · Indonesië · Irak · Iran · Israël · Italië · Ivoorkust · Jamaica · Japan · Joegoslavië · Jordanië · Kaaimaneilanden · Kameroen · Kenia · Koeweit · Laos · Lesotho · Libanon · Liberia · Libië · Liechtenstein · Luxemburg · Malawi · Malediven · Maleisië · Mali · Malta · Marokko · Mauritanië · Mauritius · Mexico · Monaco · Mongolië · Mozambique · Nederland · Nederlandse Antillen · Nepal · Nieuw-Zeeland · Niger · Nigeria · Noord-Jemen · Noorwegen · Oeganda · Oman · Oostenrijk · Pakistan · Panama · Papoea-Nieuw-Guinea · Paraguay · Peru · Polen · Portugal · Puerto Rico · Qatar · Roemenië · Rwanda · Saint Vincent en de Grenadines · Salomonseilanden · Samoa · San Marino · Saoedi-Arabië · Senegal · Sierra Leone · Singapore · Soedan · Somalië · Sovjet-Unie · Spanje · Sri Lanka · Suriname · Swaziland · Syrië · Tanzania · Thailand · Togo · Tonga · Trinidad en Tobago · Tsjaad · Tsjecho-Slowakije · Tunesië · Turkije · Uruguay · Vanuatu · Venezuela · Verenigde Arabische Emiraten · Verenigde Staten · Vietnam · Zaïre · Zambia · Zimbabwe · Zuid-Jemen · Zuid-Korea · Zweden · Zwitserland